# Plectrocnemia hoenei
Plectrocnemia hoenei är en nattsländeart som beskrevs av Schmid 1965. Plectrocnemia hoenei ingår i släktet Plectrocnemia och familjen fångstnätnattsländor. Inga underarter finns listade i Catalogue of Life.